# Тетрасульфид натрия
Тетрасульфид натрия — бинарное неорганическое соединение
натрия и серы с формулой Na2S4,
оранжево-жёлтые кристаллы,
растворяется в воде.

## Получение
- Растворение серы в свежеприготовленном растворе гидросульфида натрия в абсолютном спирте:

{\displaystyle {\mathsf {2NaHS+3S\ {\xrightarrow {80^{o}C}}\ Na_{2}S_{4}+H_{2}S}}}
- Сплавление в вакууме стехиометрических количеств сульфида натрия и серы

{\displaystyle {\mathsf {Na_{2}S+3S\ {\xrightarrow {500^{o}C}}\ Na_{2}S_{4}}}}

## Физические свойства
Тетрасульфид натрия образует оранжево-жёлтые гигроскопичные кристаллы 
тетрагональной сингонии, 
пространственная группа I 42d, 
параметры ячейки a = 0,95965 нм, c = 1,17885 нм, Z = 8.
При нагревании кристаллы окрашиваются в коричневый цвет. 
Растворяется в воде и этаноле.
Водный раствор при комнатной температуре окрашен в жёлтый цвет, при температуре кипения становится тёмно-красным.

## Применение
- Смотри «Полисульфиды натрия».